# 전쟁기
전쟁기(戰爭旗, 영어: war flag, military flag, battle flag, standard)는 육상에 주둔하는 군부대에서 민간기나 정부기 대신에 계양되는 기를 일컫는다. 이와 다르게 해상에서 게양되는 기는 군함기이다. 현대에는 소수의 국가만이 전쟁기를 따로두고 있으며, 대한민국의 군부대에서는 태극기가 계양되며, 전쟁기가 따로 제정되지 않았다.

## 현재 사용하는 전쟁기

### 전쟁기로만 사용

볼리비아 전쟁기
브루나이 전쟁기
조지아 전쟁기
페루 전쟁기
포르투갈 전쟁기
터키 전쟁

### 군함기로도 사용

핀란드의 군, 군함기
스웨덴의 군, 군함기

### 다른 용도로도 사용

독일의 정부, 군, 관선기
덴마크의 정부, 군, 관선기
아이슬란드의 정부, 관선, 군, 군함기
베네수엘라의 정부, 관선, 군, 군함기
오스트리아의 정부, 관선, 전쟁기

## 옛 전쟁기

국민혁명군(중화민국)
그리스 (1863년-1970년)
남부동맹 (1861년-1865년)
프로이센 (1816년-1867년)
독일 제국 (1903년-1918년)
바이마르 공화국 (1921년-1933년)
나치 독일 (1938년-1945년)
동독 (1960년-1990년)
로마 공화국 (1848년)
루마니아 (1921년-1947년)
만주국
미국 기병대
볼리비아 (2010년 이전)
불가리아 왕국
붉은 군대 (소비에트 연방)
살로 공화국 (1943년~1945년)
스페인 (1843년-1931년)
오스트리아-헝가리 (1915년 이전)
오스트리아-헝가리 (1915년-1918년)
이란 (1964년-1979년)
이집트 (1953년 이전)
이탈리아 (1848년-1946년)
일본 제국 (1870년-1945년)
콩고 공화국 (1970년~1991년)
크로아티아 독립국

## 같이 보기
- 공군기 (空軍旗, Air Force Ensign)
- 군함기 (軍艦旗, Naval Ensign)